# Groteske
Das Groteske (von italienisch grottesco zu grotta ‚Höhle‘) ist ein künstlerisches Stilmittel, das auch als Genre- beziehungsweise Gattungsbegriff (die Groteske) in der Bildenden Kunst, der Literatur, der Musik und den Darstellenden Künsten je nach Epoche in sehr unterschiedlicher Bedeutung Verwendung findet.

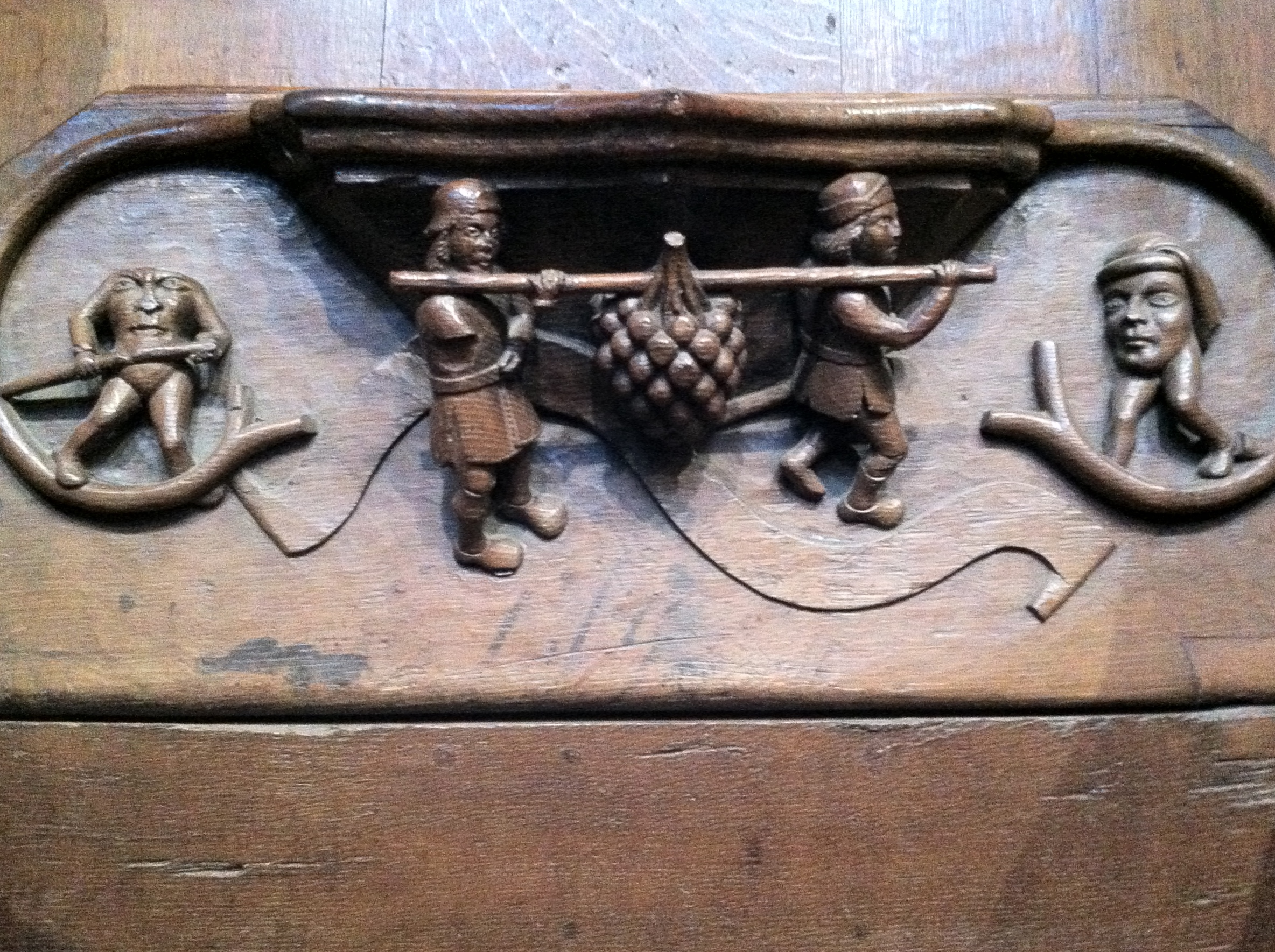
Kopfloser und Kopffüßler an einer Miserikordie im Chorgestühl der Kathedrale von Ripon

## Begriff
Umstritten waren Grotesken seit ihrem ersten Auftreten. Vitruv (1. Jahrhundert v. Chr.) hat schon früh das Ausufernde der pompejanischen Wandmalereien (zu deren 4. Stil die Malereien im Goldenen Haus Neros (Domus Aurea) gerechnet werden) kritisiert:

„Auf dem Stuck sehen wir abenteuerliche Missgestalten, nicht klare Wiedergaben klar vorhandener Dinge. Statt Säulen wachsen Rohrstängel empor; statt Giebeln gestreifte Zierrate mit krausen Blättern und Voluten. Kandelaber stützen Tempelchen hoch, und über deren First wachsen Bündel von dünnen Stengeln aus Wurzeln und Ranken, mit da und dort verstreuten Figuren, oder dünne Stiele mit Menschen und Tierköpfen, die auf einem halben Körper sitzen. Solche Dinge gibt es nicht, kann es nicht geben, hat es nie gegeben. (…) Denn wie könnte ein Halm wirklich ein Dach stützen, ein Kandelaber den Giebelschmuck oder ein weicher dünner Halm eine sitzende Figur, oder wie könnten Blumen und halbe Bildsäulen abwechselnd aus Wurzeln und Stengeln wachsen?“

Das Zedler-Lexikon definiert im Jahr 1735 das Groteske, in Anlehnung an die unzulässigen Freiheiten der Maler und Dichter laut Horaz (Ars poetica, ca. 15 v. Chr.), als Nichteinhalten von Ordnungen oder Gestaltungsprinzipien: „Grotesque ist eine Freyheit derer Mahler oder Bildhauer, etwas wiedersinniges und lächerliches, oder ungeschickte Bildungen von Thieren, Vögeln, halben Menschen, Waffen, Laubwerk und dergleichen künstlich durch einander geflochten vorzustellen.“ Der Begriff unterscheidet ursprünglich nicht, ob das Groteske den „geschickten“ Darstellungsweisen nicht genügen kann, nicht genügen will oder deren Wertmaßstäbe gar nicht kennt.
Ihren Ursprung hat die Groteske in der Kunst der Renaissance, als Bezeichnung für bestimmte antike und von ihnen abgeleitete neuzeitliche Ornamentformen. Pietro Luzzi (auch als Morto da Feltre bekannt), ein Maler des ausgehenden 15. Jahrhunderts, gilt als der Entdecker der antiken Vorlagen. Er „erhielt von seinen Zeitgenossen den Namen der Tote. Tagelang hatte er sich in den Überresten des ehemaligen Palastes Neros aufgehalten und gearbeitet. Das Goldene Haus Neros war im Jahr 104 durch einen Brand zerstört, von Trajan zugeschüttet und mit Thermen überbaut worden. So geriet es in Vergessenheit, bis sich etwa um 1490 Maler für den nun unter der Erde liegenden Palast interessierten. Von ihren Exkursionen in die Unterwelt brachten sie Aufzeichnungen mit – seltsam anmutende Malereien, die sie in den dunklen Gängen kopiert hatten. Das Grottenartige des ehemaligen Palastes gab diesen Malereien ihren Namen: Grotesken werden sie seither genannt. Dieser belanglos wirkende Vorgang hatte weit reichende Konsequenzen. Grotesken galten in der Renaissance als das Kennzeichen für italienische Zeichnungen all’antica überhaupt.“
Als Ornamente werden die Groteske, die Arabeske und die Maureske oft miteinander in Beziehung gesetzt oder für synonym gehalten. Sie sind gleichermaßen Ausdruck des Exotischen und des Regellosen, nach den Maßstäben einer christlich geprägten Kultur. Dieses Bizarre und Phantasievolle faszinierte, ohne sich über die religiösen Konventionen jener Zeit erheben zu können und zu wollen, die es als Karnevaleskes oder Dämonisches verstanden.
Vom 17. Jahrhundert an umfasst das Groteske das Volkstümliche, Ungehobelte, zum Teil auch das Altertümliche im Sinn des Veralteten („Schwulststil“), im Unterschied zu den formellen, stark reglementierten höfischen Kunstformen, wie sie die französische Klassik propagierte. Die „Vertreibung Harlekins“ in Gestalt des Tabarin oder später im sogenannten Hanswurststreit steht etwa für die Abkehr einer neuzeitlichen Hochkultur vom Grotesken. Im 20. Jahrhundert, nach dem Ende der adligen Vorherrschaft in Europa, löst sich der Begriff des Grotesken vom Volkstümlichen und von seiner Geringschätzung (im Unterschied zum umgangssprachlichen Adjektiv grotesk). Er dient als Stilbegriff für drastische Komik und monströse Übertreibung, zum Beispiel für den übersteigerten Ausdruck des Expressionismus. 
Der Duden versucht, das Groteske an bestimmten Eigenschaften eines Werks der Bildenden Kunst oder der Literatur festzumachen: als Darstellung „einer verzerrten Wirklichkeit, die auf paradox erscheinende Weise Grauenvolles, Missgestaltetes mit komischen Zügen verbindet“. Aus heutiger Sicht ist dies nur sinnvoll, wenn solche Merkmale als Regelverstoß beabsichtigt sind und nicht bloß vom Urteil ihrer Kritiker abhängen. 
Nach Michail Bachtin ist die Groteske in Literatur und bildender Kunst jedoch nicht nur eine in satirischer Absicht benutzte Hyperbel, sondern signalisiert eine grundlegende Ambivalenz: Einerseits erkennen wir in ihr die Realität wieder, andererseits empfinden wir moralische Befriedigung, indem wir das Dargestellte verhöhnen. Zugleich ist der groteske Körper  keine individuelle Einheit, sondern nur ein Durchgangsstadium in einem dauernden Prozess der Verwandlung und Erneuerung.
Die werkimmanente Interpretation, wie sie in der Literaturwissenschaft nach dem Zweiten Weltkrieg üblich war, versuchte das Groteske als ahistorisch wertfreies Stilmittel zu bestimmen, wie etwa Wolfgang Kayser („Das Groteske ist eine Struktur“). Mit dieser Betrachtungsweise wurde die Tatsache ausgeblendet, dass mit dem Etikett des Grotesken das gesellschaftlich Niedere der jeweiligen Zeit festgelegt, aufgewertet, oder umgekehrt das Hochstehende zum Niederen abgewertet wird. Die Verbindung des Begriffs mit der Wertung des Betrachters war Kayser allerdings bewusst: „Wer mit der Kultur der Inka nicht vertraut ist, wird manche ihrer Bildsäulen für grotesk halten […]“. Der Gestus der Aufwertung kann das Vorurteil stützen, dass es sich um etwas Niederes handle. Mit der zunehmenden Einsicht in die Relativität von Normen löste sich das Groteske von negativen Konnotationen. Zudem bezog sich das Groteske weniger auf das Fremde (mit dem Anspruch, dass der Exotismus das Fremde so wahrnehme, wie es sei) als auf die absichtliche Verfremdung oder Entfremdung eines Vertrauten. Wenn es nicht mehr nötig ist, einen Unterschied zu herrschenden Normen herauszustellen, verliert das Groteske als Stilbegriff seine Bedeutung.
Peter Fuß in seiner neueren Überblicksdarstellung bezeichnet das Groteske als „Medium des kulturellen Wandels“. Das Groteske im älteren, frühneuzeitlichen Sinn ist Ausdruck des nicht Normalen oder nicht Normierten, im modernen Sinn stellt es Normen in Frage. „Erst das harte Aufeinandertreffen von Vertrautem und Ungewohntem lässt das Groteske entstehen“, erklärt Petra Mayer mit Bezug auf E. T. A. Hoffmann. Nach Dorothea Scholl bewegt sich der Mensch seit der Renaissance „zwischen dem Erhabenen und dem Grotesken“, wobei das Erhabene zunächst noch religiös geprägt war und seit dem 17. Jahrhundert von der Hofkultur definiert wurde (und die Hoffähigkeit zu den begehrtesten sozialen Eigenschaften gehörte).

## Bildende Kunst

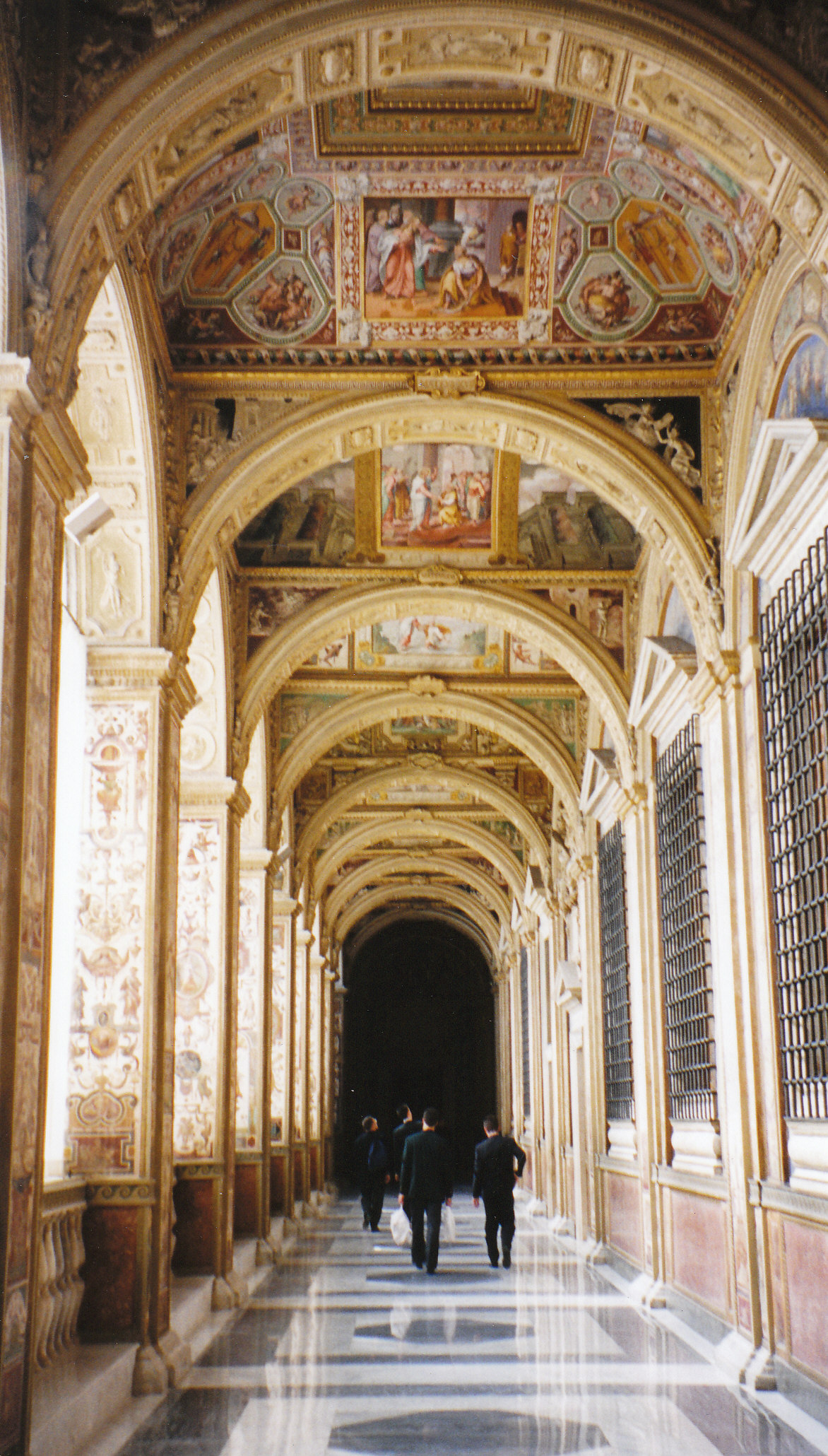
Die Loggien Raffaels

In der Bildenden Kunst ist „die Groteske“ ein Ornament, verwandt mit der weniger figürlichen Arabeske und der Maureske. Sie besteht aus einem flächenfüllenden Geflecht, in dem sich Fabelwesen, Pflanzenelemente, Bänder oder Gefäße erkennen lassen, und führte in der Hochrenaissance zu charakteristischen Dekorationen wie dem Florisstil.
Als das bedeutendste Beispiel für Groteskenmalereien in der Renaissance gelten die Loggien Raffaels. 1512 hatte Raffael die von Bramante begonnenen Arbeiten an der Stadtfassade des ehemaligen Palastes von Nikolaus V. fortgesetzt. Er vollendete das zweite Stockwerk, das seitdem die Loggien Raffaels genannt wird und setzte noch eine dritte Loggia darauf. 1517 wurde mit der Ausschmückung der Loggien begonnen, dem Jahr, in dem Luther seine 95 Thesen über den Ablass in Wittenberg anschlug. In den 13 Gewölben befinden sich die Gemälde, die als die Bibel Raffaels bezeichnet werden und die das Konkurrenzunternehmen zu Michelangelos Sixtinischer Kapelle darstellen sollten.
In zwölf der Gewölbe sind jeweils vier Szenen aus dem Alten Testament und in dem 13. Gewölbe vier Szenen aus dem Neuen Testament dargestellt. Allerdings sind diese biblischen Darstellungen unbedeutend gegenüber der verwirrenden Vielfalt der mythologischen Szenen, den Landschaftsmalereien und Fruchtgirlanden, den Mischungen aus Menschen, Tieren, Pflanzen und architektonischen Gebäuden. In diesem Aufbau folgen die als das kleine domus aurea bezeichneten Loggien direkt ihrem großen Vorbild; zum Teil wurden Abbildungen aus dem Goldenen Haus direkt übernommen. Alfred Bouß geht davon aus, dass sich am Beispiel der Loggien Raffaels in exemplarischer Weise die Verbindung von Grotesken und ihrem architektonischen und gesellschaftlichen Rahmen anschaulich machen lässt.
„Das Groteske“ wird zwar gelegentlich zum Stilmittel verallgemeinert, mit dem das Volkstümliche oder Populäre, das Hässliche, Obszöne, Komische oder Unproportionierte zu Kunst erhoben werde, es wird aber nicht zum Gattungsbegriff gemacht. Oft wird das Groteske in einen Zusammenhang mit der Karikatur gebracht, so von Christoph Martin Wieland (Unterredungen zwischen W* und dem Pfarrer zu *, 1775). Von einem Grotesken ist, manchmal abwertend und manchmal wertfrei, ohne kunstgeschichtliche Verortung die Rede: von den allegorischen Gestalten Hieronymus Boschs über die Fabelwesen von Johann Heinrich Füssli bis hin zu den „Kunstismen“ des beginnenden 20. Jahrhunderts.

## Musik
Der Begriff Groteske tritt häufig in Verbindung mit der Musik des Fin de Siècle auf und wird auch als Gattungsbegriff für Charakterstücke verwendet. Insbesondere im deutschsprachigen Raum lässt sich diese Tendenz beobachten, etwa bei Erwin Schulhoff, Josef Matthias Hauer, Stefan Wolpe oder auch Erich Wolfgang Korngold. Die Wiener Universal Edition veröffentlichte 1921 ein Grotesken-Album mit Klavierstücken, die programmatisch ein Ländliches wie Béla Bartóks Ungarische Volkstänze op. 20 oder ein Subkulturelles wie den Wurstelprater aus der musikalischen Sicht Felix Petyreks schildern. Gustav Mahler verwendet die Groteske nicht als Titel oder Untertitel seiner Werke, seine Musik aber wird manchmal als Musterbeispiel für groteske Kompositionsverfahren herangezogen. Die Unterbrechung eines Historismus wie jenem der Sinfonien von Johannes Brahms durch musikalische Elemente, die nicht regelhaft oder maßvoll erscheinen, weil sie der Populärkultur oder exotischen Vorbildern nachempfunden sind, ist für diese Einschätzung von Bedeutung. Ähnliches gilt für Franz Schreker. Weitere oft genannte Vertreter eines grotesken Kompositionsstils sind György Ligeti, Arnold Schönberg und Dmitri Dmitrijewitsch Schostakowitsch.

### Oper
Ab dem späteren 18. Jahrhundert war es Mode, Autoritäten mit grotesken Stilmitteln auszustatten, die der Ständeklausel gemäß eigentlich den niederen Figuren vorbehalten waren (wie etwa der „grotesken Gestalt des Mohren Monostatos“ in Mozarts Zauberflöte, 1791). Solche Figuren in der Oper sind etwa der Bürgermeister von Zaandam in Albert Lortzings komischer Oper Zar und Zimmermann (1837), die Figur des Schulmeisters in dessen Wildschütz (1842) wie auch die Figur des Falstaff in der gleichnamigen Oper (1893) von Giuseppe Verdi. Eine groteske Opernfigur ist auch Kowaljows Nase in Dmitri Schostakowitschs Oper Die Nase (1930).

## Theater und Tanz
Im Theater von der Renaissance bis zur Französischen Revolution war das Groteske gleichbedeutend mit Darstellungen, die nicht zur Welt des Adels gehörten, die also etwas gröber und realistischer waren als die idealen Figuren der Tragödie (siehe Ständeklausel). In diesem abqualifizierenden Sinn wurden die Figuren der Commedia dell’arte für grotesk gehalten. Die volkstümliche Pantomime (wie z. B. Der siegende Amor, 1814) zeigte das Groteske im Unterschied zum höfischen Ballett. Das Exotische und das Ländliche auf der Bühne galten als grotesk, wie etwa die Türken in den Komödien Molières und in den Balletten Jean-Baptiste Lullys. Johann Gottfried Kiesewetter hielt zum Beispiel den Grotesktanz für eine passende Charakterisierung der „wilden“ Indianer im Ballett von Spontinis Oper Fernand Cortez (1800). Diese Bedeutung des Grotesken ging im 19. Jahrhundert zunehmend auf die Bezeichnung Charakter- über, wie in den Zusammensetzungen Charaktertanz und Charakterrolle.
Im 20. Jahrhundert verlor das Groteske auf der Bühne mitunter seine ursprüngliche Verbindung mit dem Komischen und seine Bedeutung als Zeichen für niedere gesellschaftliche Stellung. Es konnte das Verzerrte auch im tragischen Sinn mit einschließen wie im Melodram (bekannt ist etwa noch Blut und Liebe, 1912, von Martin Luserke) sowie Adlige und Herrscherfiguren charakterisieren wie den Ochs von Lerchenau in Hugo von Hofmannsthals Der Rosenkavalier (1911) oder, ins Extrem gesteigert, König Ubu (1896) von Alfred Jarry. Arthur Schnitzler bezeichnete sein Stück Der grüne Kakadu (1899) als Groteske.
Das Groteske als Stilmittel der populären „Nummern“ in Singspielhalle, Varieté, Music Hall oder Vaudeville war nach dem Ersten Weltkrieg ästhetisch aufgewertet. Ab den 1920er Jahren wurde Valeska Gert (1892–1978) für ihre Grotesktänze beziehungsweise -pantomimen bekannt (und dafür postum 2004 mit einem Stern auf dem Walk of Fame des Kabaretts ausgezeichnet).
Der Dramatiker Friedrich Dürrenmatt definierte das Groteske in seiner Dramentheorie im Rückblick auf den Zweiten Weltkrieg als „Gesicht einer gesichtslosen Welt“. In einer Welt der nivellierten gesellschaftlichen Unterschiede werde das Tragische zum grotesken Element der Komödie. In dieser Tradition kann noch George Taboris Drama Mein Kampf (1987) gesehen werden.

## Film
In den 1920er-Jahren galten Slapstick-Komödien als „Groteskfilm“, was noch das geringere Genre und die geringer bewerteten Figuren und Handlungen meinte. Im moderneren Sinn wird der Begriff des Grotesken im Tonfilm verwendet: Er kann dem Lexikon der Filmgeschichte nach einen „drastischen Kontrast zwischen erzählter Welt und den Ereignissen der Geschichte“ meinen, „Misstöne und Dissonanzen“ inszenieren oder „Übermaß und Überfluss“ präsentieren. Der Ausdruck Groteske wird oft verwendet, wenn diegetische Elemente des Films mit extradiegetischen konfrontiert oder akzentuiert werden wie beim akustischen Phänomen des Slapstick.
Satirisch überspitzte oder absurde Filmkomödien wie die Monty Python-Werke oder Adams Äpfel und Dänische Delikatessen werden als Beispiele für das Groteske im Film genannt. Die Mehrheit der Filme, die heute mit dem Grotesken in Verbindung gebracht werden, sind dagegen keine Komödien: Als „Dekonstruktion des kulturellen Wertesystems“ ist Pasolinis Die 120 Tage von Sodom (1975) analysiert worden. David Cronenbergs Filme stehen ihrerseits dem Horror-Genre nahe.

## Schrift

Vergleich einer Serifenschrift und einer Grotesken (Sans Serif)

Auch eine Schriftart heißt seit Anfang des 19. Jahrhunderts Grotesk; mit ihr wurden die Ursprünge der lateinischen Schrift wiederbelebt und mit ihren ohne organische Verschlingungen und serifenlosen – also frei und ohne ‚Halt‘ im Raum stehenden Buchstaben – lässt sich eine Verbindung zu dem Ursprung in der Bildenden Kunst herstellen.